# Rhynchomyces violaceus
Rhynchomyces violaceus är en svampart som beskrevs av Willk. 1867. Rhynchomyces violaceus ingår i släktet Rhynchomyces, divisionen sporsäcksvampar och riket svampar.   Inga underarter finns listade i Catalogue of Life.